# Fanny Chartres
Œuvres principales
Strada Zambila (2017) ;
Solaire (2018) ; Une vie en milonga (2020) ;
Le ciel est à tout le monde (2021)
Fanny Chartres, née en 1980 à Châteaubriant, est une auteure française de littérature jeunesse, et traductrice du roumain.

## Biographie
Après des études de lettres à Nantes et une formation aux métiers de l'édition, Fanny Chartres commence une carrière dans le secteur du livre en librairie et en bibliothèque. Entre 2006 et 2008, elle travaille comme chargée de mission, assistante de presse et documentaliste pour le Bureau du livre au sein du Service de coopération et d’action culturelle de l’ambassade de France en Roumanie. 
Elle devient ensuite chargée de mission à l’action culturelle de l’Institut français de Bucarest, où elle participe à la mise de place des projets théâtraux, telles la pièce Avions en papier adaptée du texte d'Élise Wilk et Roumanie ! Va te faire foutre de Bogdan Georgescu. Elle s'installe de nouveau en France dès 2016. 
En 2017, Fanny Chartres publie son premier roman jeunesse, Strada Zambila, aux éditions l'École des loisirs. En l’absence de ses parents partis en France pour trouver un emploi, Ilinca et sa petite sœur Zoe sont prises en charge par leurs grands-parents restés en Roumanie. Très vite la jeune fille trouve en la photographie le moyen de combler le manque et de déjouer les certitudes fondées sur des clichés. L'ouvrage est sélectionné pour le prix UNICEF de littérature jeunesse 2018, ce prix ayant pour thématique annuelle « Réfugiés et migrants, du déracinement à l’exil ».
Son roman jeunesse Solaire, illustré par Camille Jourdy, est publié en 2018, Les Inoubliables en 2019 et Une vie en milonga en 2020. 
Elle publie en avril 2021 Le ciel est à tout le monde chez L'école des loisirs.
En 2025 est publié son roman pour adolescents Dans le ventre de Fianna Sinn, qui se déroule en Irlande du nord dans les années 1990. Pour l'avis critique de Télérama, « Fanny Chartres brouille habilement les pistes pour jouer avec les peurs, tout en emportant son lecteur bien loin du surnaturel et en le mettant face à une page sombre de l’Irlande et de sa quête pour la liberté des femmes ».

## Publications

### Ouvrages
- Brèves, N° 99 : Nouvelles de Roumanie, Brèves, 140 p., 2012  (ISBN 2916806202)
- Strada Zambila, l'École des loisirs, coll. Neuf, 210 p., 2017  (ISBN 2211231179)
- Solaire[5], illustratrice Camille Jourdy, l'École des Loisirs, coll. Neuf, 176 p., 2018  (ISBN 2211235123)
- Les Inoubliables, l'École des loisirs, coll. Médium, 192 p., 2019  (ISBN 9782211239363)
- Une vie en milonga[6], l'École des loisirs, coll. Médium, 199 p., 2020  (ISBN 9 782211306096)
- Le ciel est à tout le monde[7], l'École des loisirs, coll. Médium, 212 p., 2021  (ISBN 9782211300827)
- Dans le ventre de Fianna Sinn[9], l'École des loisirs, 2025

### Traductions
- The Sunshine Play de Peca Stefan, texte original en roumain traduit en français, Éditions Théâtrales, coll. traits d'Union, 48 p., 2008,  (ISBN 978-2-84260-302-1)
- Deadline de Adina Rosetti, texte original en roumain traduit en français, Mercure de France, coll. Bibliothèque étrangère, 416 p., 2013,  (ISBN 2715233558)